# Molí del Canonge (Gavet de la Conca)
El Molí del Canonge és un antic molí d'Aransís en el municipi de Gavet de la Conca (Pallars Jussà) inclòs a l'Inventari del Patrimoni Arquitectònic de Catalunya. Pertanyia al veïnat de masos dispersos anomenat els Masos d'Aransís.
Està situat al nord del terme municipal, a l'esquerra del riu de Conques, al nord-est de la Masia d'Agustí i al nord-oest de la Masia de Toló.

## Descripció
Estructura arquitectònica de planta quadrangular alçada amb murs de pedra escairada i morter. Ha estat alterada en diverses ocasions amb el temps. Conserva encara elements del molí: la séquia, el cacau, parts de la maquinària de ferro.

## Història
Es tracta d'un topònim romànic de caràcter descriptiu: fa al·lusió a la seva dependència de la canònica de Santa Maria de Valldeflors de Tremp.